# Гарро, Элена
Элена Гарро (исп. Elena Garro, 11 декабря 1916, Пуэбла-де-Сарагоса — 23 августа 1998, Куэрнавака) — мексиканская писательница.

## Биография
Отец — испанец, мать — мексиканка. Изучала литературу, балетное и театральное искусство в Независимом национальном университете Мехико. В 1937—1959 — жена Октавио Паса, в 1937—1938 была с ним в Испании. После резни в Тлателолько (1968) обвинила мексиканских интеллектуалов в безответственном подстрекательстве студентов на протестные акции и позднейшем их забвении, то есть выдаче на произвол властей. Отвержение со стороны мексиканского интеллектуального сообщества вынудило Элену Гарро в 1972 на двадцать лет эмигрировать из страны во Францию.
После возвращения в Мексику жила у дочери. Страдала паранойей. Умерла от рака легких, вызванного постоянным, с ранних лет, неумеренным курением.

## Творчество
Октавио Пас на долгое время заслонил Элену Гарро как самостоятельную литературную фигуру. Между тем, она была предтечей магического реализма в латиноамериканской словесности: её роман Воспоминания о будущем (1963), блестяще воплотивший основные черты поэтики магического или фантастического реализма, вышел четырьмя годами раньше знаменитых «Ста лет одиночества» Габриэля Гарсиа Маркеса (в 1969 его экранизировал А.Рипштейн). Борхес включил её драму Прочный очаг во второе издание составленной им вместе с Сильвиной Окампо и Адольфо Бьоем Касаресом Антологии фантастической литературы (1965). Известен её портрет работы Хуана Сориано (1948, см.: Архивная копия от 15 июля 2010 на Wayback Machine).

## Произведения

### Драмы
- 1958 — Un hogar sólido
- 1960 — La señora en su balcón
- 1963 — El árbol
- 1964 — La dama boba
- 1979 — Felipe Ángeles
- 2003 — Sócrates y los gatos

### Романы
- 1963 — Los recuerdos del porvenir
- 1981 — Testimonios sobre Mariana
- 1982 — Reencuentro de personajes
- 1983 — La casa junto al río
- 1991 — Y Matarazo no llamó…
- 1995 — Inés
- 1996 — Un traje rojo para un duelo
- 1997 — La vida empieza a las tres
- 1998 — Busca mi esquela & Primer amor
- 1998 — Un corazón en un bote de basura
- 1998 — Mi hermanita Magdalena

## Книги рассказов
- 1964 — La semana de colores
- 1980 — Andamos huyendo Lola

## Мемуары и автобиография
- 1992 — Memorias de España 1937
- 2004 — Cita con la memoria: Elena Garro cuenta su vida a Rhina Toruño

## Признание
Премия Хавьера Вильяуррутии (1963), премия Грихальбо (1989), премия Хуаны Инес де ла Крус (1996), премия Национального института изящных искусств и литературы за лучшие опубликованные работы Colima Narrative Fine Arts Award(1996). О писательнице снят документальный фильм «Четвертый дом: портрет Элены Гарро» (2002).